# Линфорд Кристи
Линфорд Кристи (енгл. Linford Christie; Saint Andrew, Јамајка, 2. април 1960), је британски атлетичар, спринтер.
Кристи је почетком 1990-их година освојио бројне наслове победника у дисциплини 100 м: био је истовремено олимпијски, светски и европски првак. Иако никад није држао светски рекорд на 100 м, његов лични најбољи резултат 9,87 секунди, свакако спада у најбоље резултате свих времена.
У другом делу каријере више је био занимљив медијима и јавности због импресивног телесног изгледа и контроверзи него због самих резултата. На Олимпијским играма у Атланти 1996. дисквалификован је због два погрешна старта, чиме је изгубио шансу да одбрани титулу освојену 1992. Већ у залазу каријере ухваћен је у кориштењу недозвољених средстава, па се на Олимпијским играма у Сиднеју 2000. није смео ни пријавити за такмичење. Тако је пала сенка на негову дотадашњу каријеру и достигнућа, иако је било и тумачења по којима је могуће да је приликом анализе његовог узорка дошло до грешке због несавршене методе откривања допинга.

## Резултати
- - Олимпијске игре
- Барселона 1992. злато: 100 м 9,96
- Сеул 1988. сребро: 100 м 9,97
- Сеул 1988. сребро: штафета 4 х 100 м 38,28
  - Светска првенства
- Штутгарт 1993. злато: 100 м 9,87 лични рекорд
  - Европска првенства
- Штутгарт 1986. злато: 100 м 10,15
- Сплит 1990. злато: 100 м  10,00
- Хелсинки 1994. злато: 100 м  10,14
- Сплит 1990. бронза 200 м 20,33
  - Игре Комонвелта
- Окланд 1990. злато: 100 м 9,93
- Окланд 1990. злато: штафета 4 х 100 м 38,67
- Викторија 1994. злато: 100 м 9,91